# Briec
Briec (bretonsko Brieg) je naselje in občina v skrajno severozahodnem francoskem departmaju Finistère v Bretanji. Naselje je leta 2008 imelo 5.244 prebivalcev.

## Geografija
Kraj leži v pokrajini Cornouaille 15 km severovzhodno od Quimperja.

## Uprava
Briec je sedež istoimenskega kantona, v katerega so poleg njegove vključene še občine Edern, Landrévarzec / Landrévarzeg, Landudal in Langolen z 10.600 prebivalci.
Kanton Briec je sestavni del okrožja Quimper.

## Zanimivosti
- župnijska cerkev sv. Petra iz 15. stoletja;

## Pobratena mesta
- Ruthin / Rhuthun (Wales, Združeno kraljestvo);